# المضامرة (مناخة)

تعديل مصدري - تعديل

المضامرة هي إحدى قرى عزلة حصبان بمديرية مناخة التابعة لمحافظة صنعاء، بلغ تعداد سكانها 255 نسمة حسب تعداد اليمن لعام 2004.